# Річка (притока Мощанки)
Рі́чка — річка в Україні, у межах Яворівського (витоки) і Жовківського районів Львівської області. Права притока Мощанки (басейн Вісли). 

## Опис
Довжина 13 км, площа басейну 25 км². Річище слабозвивисте, у нижні течії випрямлене. Заплава в нижній речії широка, поросла лучною рослинністю. 

## Розташування
Річка бере початок у лісовому масиві між пагорбами Розточчя, на захід від села Кам'яна Гора. Тече переважно на північний схід у межах Надбужанської котловини. Впадає до Мощанки між селами Помлинів і Мощана. 
Над річкою розташовані села: Замок і Погарисько. 